# Seclin
Seclin (in olandese Sikelijn) è un comune francese di 12 553 abitanti situato nel dipartimento del Nord nella regione dell'Alta Francia (ex Nord-Passo di Calais). È l'antico capoluogo del Mélantois.
Popolata da 12 500 abitanti, la città si trova al margine della conurbazione di Lilla, nelle Fiandre romane. Fa parte della Metropoli europea di Lilla.
Antico luogo d'occupazione preistorica (almeno neolitica) poi vicus gallo-romano, un tempo una grande zona umida e palude, sviluppata intorno a una collegiata del Medio Evo, è oggi una città satellite di Lilla, sede del più grande parco d'imprese della regione. È anche un comune agricolo, urbanizzato solamente per un terzo della sua superficie.

## Società

### Evoluzione demografica
Abitanti censiti